# X-terminal

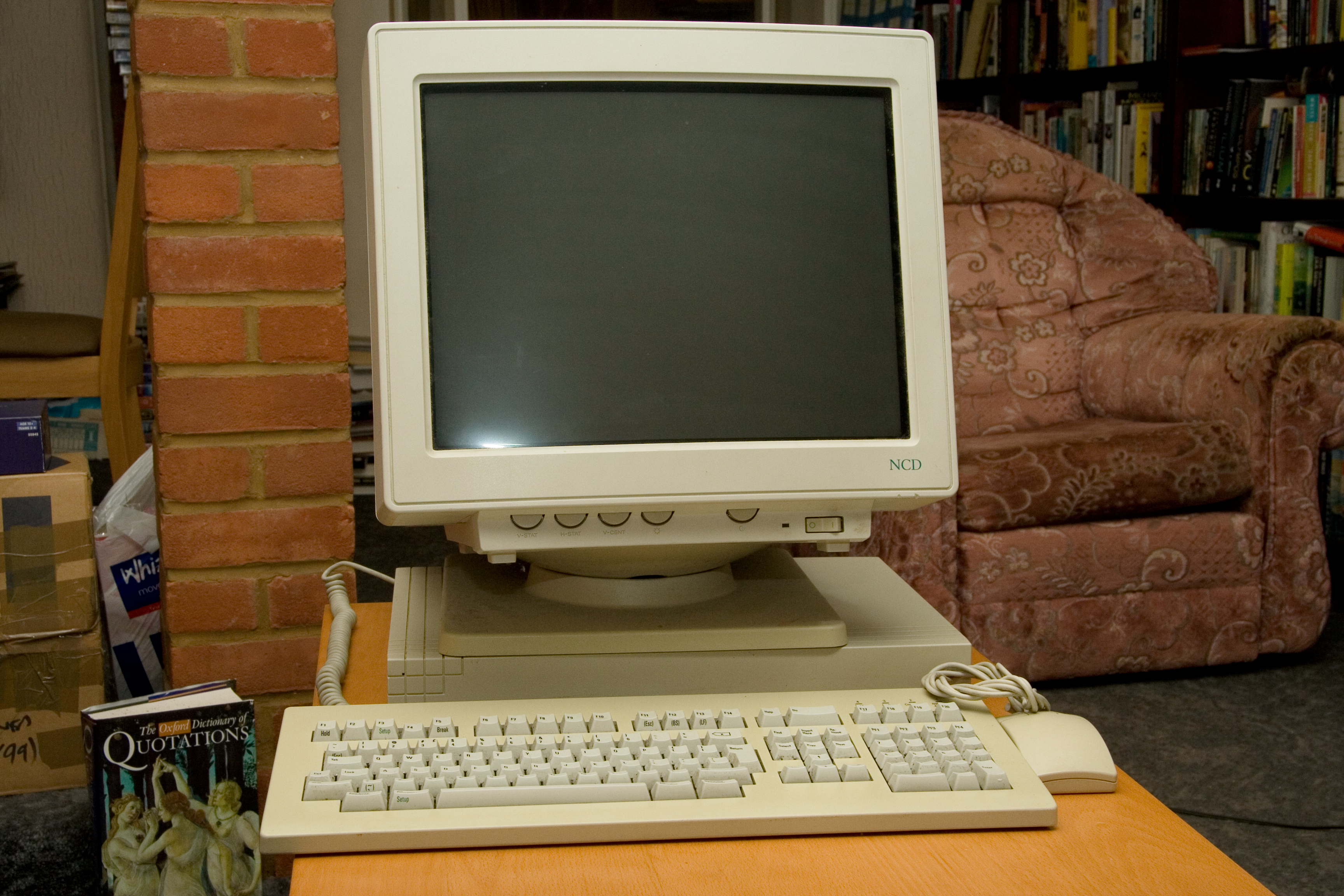
X-terminalen NCD-88k.

X-terminaler skall inte förväxlas med xterm, en terminalemulator som följer med X Window System.
En X-terminal är en grafisk datorterminal som använder X Window System. X-terminalen kan vara specialgjord för ändamålet eller konstruerad av en vanlig dator. Vanligen har X-terminalen bildskärm, CPU, arbetsminne, tangentbord, mus och ethernet-anslutning, men ingen hårddisk.
Liksom traditionella icke-grafiska terminaler används X-terminaler för att köra tillämpningsprogram på en kraftigare central server, med användargränssnittet på den lokala terminalen. X-terminaler klarar grafiska användargränssnitt, varvid användaren inte ens behöver märka att han inte sitter vid en vanlig dator.

## Fördelar
X-terminaler används istället för vanliga persondatorer främst för att minska underhållsbehovet: programvaran finns på en central värddator och behöver uppdateras endast där, X-terminalen behöver inga rörliga delar och får därför sällan några fel och om en X-terminal får något fel kan den lätt bytas mot en annan.
Eftersom hårdvarukraven är mindre behöver X-terminalen inte uppdateras lika ofta som vanliga datorer. I lågbudgetmiljöer, såsom i skolor, kan också datorer som annars hade tjänat ut användas som X-terminaler.
Ytterligare fördelar är att en X-terminal utan rörliga delar är tyst och att var och en har tillgång till sin egen datormiljö oberoende av på vilken X-terminal han loggar in.

## Funktion
Traditionellt använder X-terminalen tftp ("Trivial file transfer protocol") för att ladda operativsystem och annan programvara från en värddator och XDMCP ("X Display Manager Control Protocol") för att kontakta den dator som skall sköta inloggningen och på vilken vanligen också skrivbordsmiljö och tillämpningsprogram skall köras.
Genom att programvaran laddas ner över nätet är det lätt att byta den programvara som skall köras. En X-terminal kan därför lika väl köra någon annat "Remote Desktop"-programvara. "X-terminalen" kan vara konstruerad och innehålla inbyggd programvara med tanke på flera alternativa miljöer och protokoll.

## Användning
X-terminaler är någorlunda vanliga i Unix-miljöer, där de utan specialarrangemang fungerar ungefär som användarna förväntar sig: värddatorns skärmhanterare stöder XDMCP, SSH och kontakter över nätet, serverprogram för tftp finns att installera och tillämpningsprogrammen fungerar som normalt.
Man kan också använda X-terminaler för att köra till exempel Windows-program antingen direkt på en Unix-värddator (under Wine eller liknande), via en sådan eller direkt på en Windows-värddator (se rdesktop).
Tack vare X' natur kan man från en X-terminal utan problem köra program på flera olika datorer, också på datorer belägna på andra orter och eventuellt med olika operativsystem, förutsatt att nätförbindelserna är tillräckligt snabba med tanke på de program som skall köras.

### Hybrider med fullödigt operativsystem
Den dator som används som X-terminal kan ha ett fullödigt eget operativsystem. En fördel med detta är att man kan använda ett välkänt operativsystem och inte behöver konstruera eller lära sig en nedbantad, för X-terminaler anpassad variant. Om systemet finns på hårddisken kan datorn vara användbar också vid nätverksproblem. I synnerhet om nätverketskapaciteten är otillräcklig kan det vara fördelaktigt att köra vissa tillämpningar lokalt.
Operativsystemet och övrig programvara kan finnas på datorns egna hårddisk, laddas ner vid start (till hårddisk eller arbetsminne) eller finnas tillgängligt på nätet med NFS. Det förstnämnda alternativet ökar behovet av administration men minskar kraven på datanät och servrar.
Operativsystemet kan också laddas från CD-skiva, till exempel så att man tillfälligt förvandlar Windows-maskiner till GNU/Linux-maskiner med en "live-linux". För att få maskinen att bli en X-terminal skall X-servern vid start instrueras att ta kontakt med avsedd värddator.

## Säkerhetsaspekter
Traditionellt hämtar X-terminalen sitt operativsystem med tftp från server angiven med BOOTP (numera DHCP) och inloggningen sköts genom XDMCP. Alla protokollen kommunicerar i klartext. Kommunikationslänken kan kapas, de överförda filerna modifieras och lösenorden avläsas. 
Moderna DHCP-servrar stöder autenticering och integritetskontroll och i LTSP version 5 används SSH som standard för inloggning och för resten av X-sessionen. Detta möjliggör säkra lösningar, förutsatt att klienten har tillräcklig kraftig inbyggd programvara för att autentisera DHCP-servern och kontrollera den nedladdade startkodens integritet – samt att klienten har konfigurerats med rätta nycklar. Projektet Etherboot tillhandahåller lämplig startkod att installera exempelvis i en minneskrets på nätkortet. I praktiken nöjer man sig dock ofta med att trygga kommunikationen först då operativsystemet är funktionellt. 
Förutom att trygga uppstart och själva X-sessionen, inklusive inloggningen, måste också annan kommunikation mellan klient och värddator skyddas, lämpligen så att all väsentlig kommunikation, i synnerhet användningen av nätskivor, styrs genom SSH-tunnlar.

## Historia
X-terminaler dök upp i slutet av 1980-talet och erbjöd då ett billigare alternativ till självständiga arbetsstationer, som ofta de facto åtminstone delvis användes som X-terminaler. Andra typer av grafiska terminaler hade funnits långt tidigare, men dessa hade mer begränsad funktionalitet.
Då persondatorerna blev vanliga minskade intresset för X-terminaler, men mot slutet av 1990-talet var det uppenbart att administration av persondatorer var en stor kostnad i de flesta organisationer. Termerna tunna klienter och nätverksdatorer lanserades som nya koncept. En del av de tunna klienter som lanserades var de facto X-terminaler. Parallellt med detta erbjöd GNU/Linux möjligheten att ge gamla persondatorer nytt liv som X-terminaler till exempel i skolor, där införskaffande av datorer var ekonomiskt problematiskt, men äldre datorer kunde fås gratis.
Med GNU/Linux' ökade popularitet är X-terminaler mycket aktuella, dels i skolor, men också i företag, kommuner och andra organisationer, där man i samband med en övergång till GNU/Linux också åtminstone delvis kunde övergå från persondatorer till centralt administrerad programvara.